# Seznam brigad Slovenske vojske
Seznam brigad Slovenske vojske.
- 1. brigada Slovenske vojske
- 1. specialna brigada MORiS
- 9. brigada zračne obrambe Slovenske vojske
- 15. brigada vojnega letalstva Slovenske vojske
- 22. brigada Slovenske vojske
- 32. gorska brigada Slovenske vojske
- 42. brigada Slovenske vojske
- 52. brigada Slovenske vojske
- 62. brigada Slovenske vojske
- 72. brigada Slovenske vojske
- 82. brigada Slovenske vojske